# ベンジャミン・バーンリー
ベンジャミン・ジャクソン・バーンリー・IV（Benjamin Jackson Burnley IV、1978年3月10日 - ）は、アメリカ合衆国のミュージシャン、シンガーソングライター、レコードプロデューサーである。ロックバンド「ブレイキング・ベンジャミン」の創設メンバーであり、ボーカルとして有名である。1999年の結成以来、リードボーカル、ギターリストとして貢献している。

## 略歴

### 生い立ち
ニュージャージー州アトランティックシティで生まれ、同州のオーシャンシティで育ち、12歳の頃に家族と一緒にペンシルベニア州スナイダー郡セリンズグローブの町に引っ越した。10代前半の頃、ニルヴァーナの「ネヴァーマインド」を聴いてギター演奏を学んだ。ブレイキング・ベンジャミンが結成前は、様々なミュージシャンの楽曲をカバー演奏してお金を稼ぎ、さまざまな喫茶店や会場で地元の近隣のミュージシャンと共演した。16歳の頃、ベンジャミンは自宅で学校に通い、GED要件に合格した。21歳でペンシルベニア州ウィルクスバリに移り、ブレイキング・ベンジャミンの結成当初のメンバーであるジョナサン・プライスのルームメイトとなった。

### ブレイキング・ベンジャミン
1998年、ベンジャミンと元メンバーのアーロン・フィンク他と「ブレイキング・ベンジャミン」を結成。ベンジャミンは何か違うことを試してみたいと思い、カリフォルニアに行って新しいジャンルに挑戦した。他の3人のメンバーは、バンド「Strangers With Candy (後Lifer)」を結成した。彼らはベースを演奏するために旧友のマーク・クレパスキを募集し、その後参加した。しかし、ニック・フーバーはバンドを去るように頼まれた。
1999年、ペンシルベニアに戻り、ドラマーのジェレミー・ハンメルと「プラン9」というバンドを結成。プラン9は、Liferのためにライブを開催した。
あるライブでベンジャミンは「ありがとう、ブレイキング・ベンジャミンです」と言い、1998年からバンド名を戻した。2002年初頭には、メジャーレーベルのハリウッド・レコードと契約を結び、その後バンドとして成功と共にアルバムもセールスを伸ばし続けた。しかし、2010年に病気のためバンド自体の活動を休止した。
2011年にバンドの活動を再開することを発表した。2014年8月からは新メンバーを迎え、現在まで活動をしている。